# 铲瓣景天
铲瓣景天（学名：Sedum obtrullatum）为景天科景天属下的一个种。

## 扩展阅读
- 維基物種上的相關：铲瓣景天